# Stjärnnarciss
Stjärnnarciss (Narcissus × incomparabilis) är en amaryllisväxtart som beskrevs av Philip Miller. Stjärnnarciss ingår i släktet narcisser, och familjen amaryllisväxter. Arten är reproducerande i Sverige.

## Bildgalleri

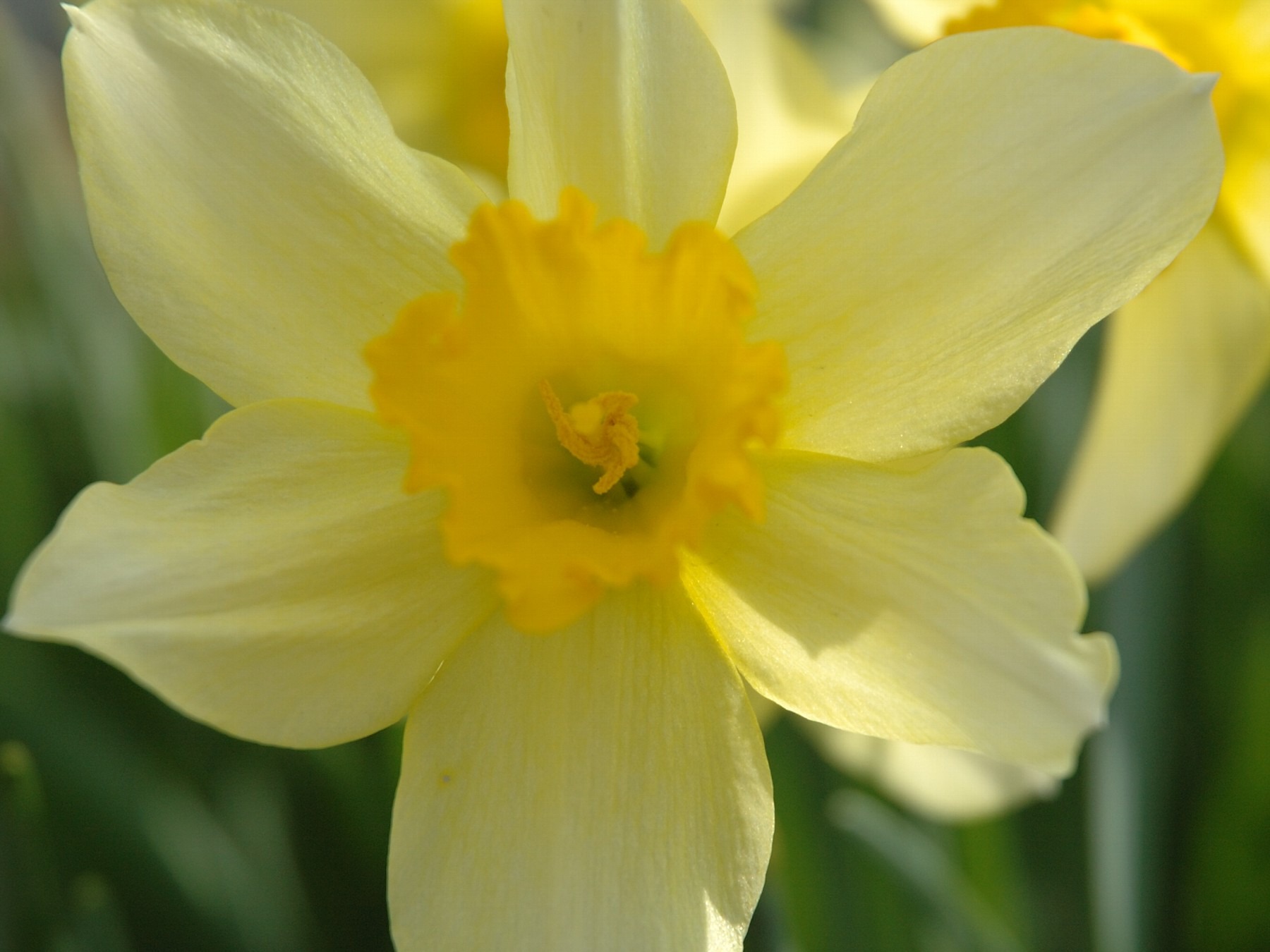
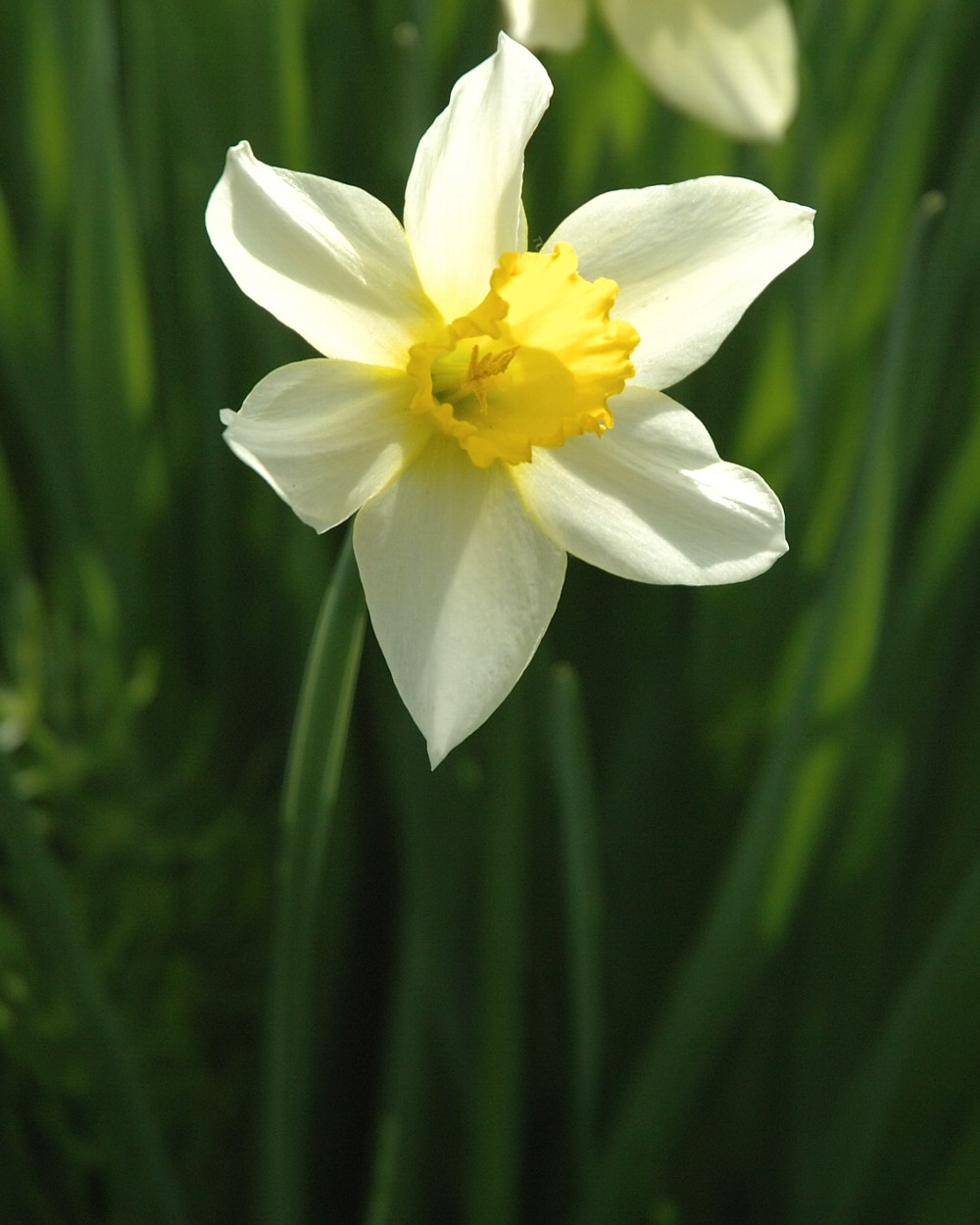
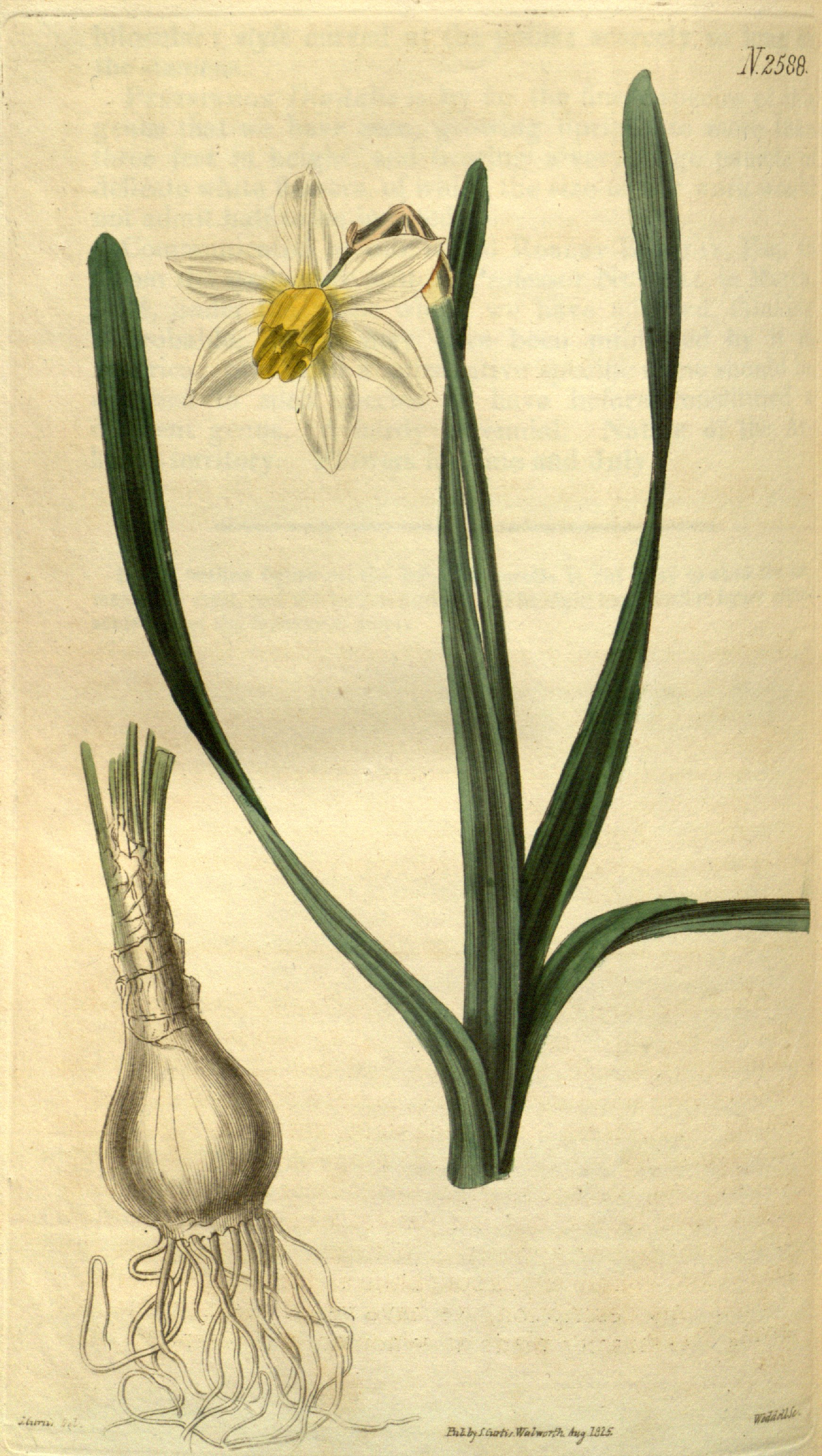
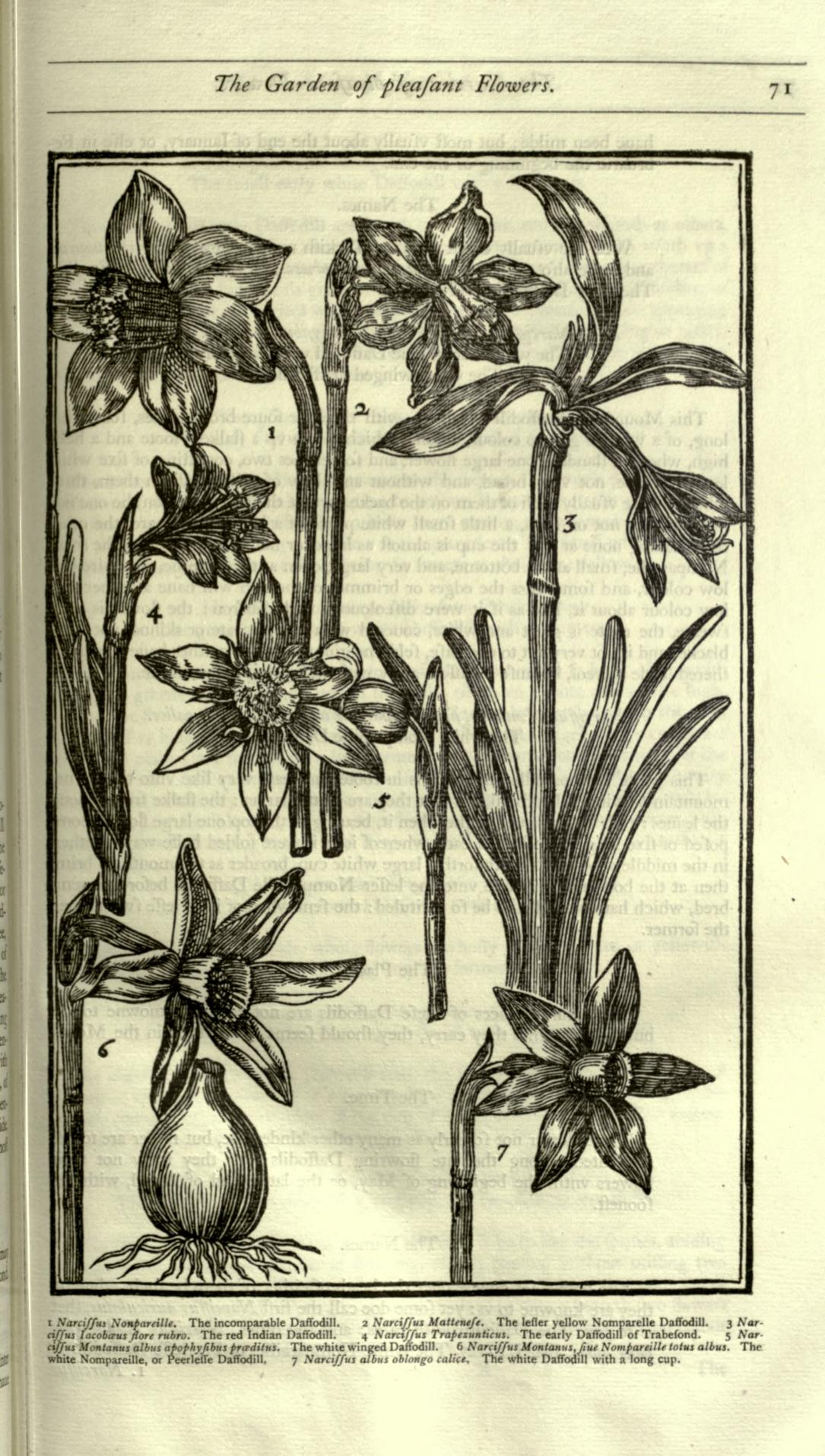